# Juniata River
Juniata River är en biflod till Susquehanna River. 
Vattendraget som är brett och grunt på en kalkstensbotten passerar under sin 167 km långa färd till sitt sammanflöde med Susquehannafloden genom flera bergsryggar och branta pass av sandsten. Det 8 800 km2 stora avvattningsområdet är till större delen skogstäckt. Det är ett viktigt friluftsområde med kanotpaddling och sportfiske efter svartabborre och prickig dvärgmal som viktigaste aktiviteter.